# Cyla Wiesenthal
Cyla Wiesenthal Muller (Polonia, 1908 - Austria, Viena, 10 de noviembre de 2003), Cyla estuvo involucrada en la búsqueda de ex nazis con su esposo Simon Wiesenthal.
Está enterrada en el antiguo cementerio de Herzliya en las inmediaciones de su marido.

## Tributos
La plaza Simon et Cyla Wiesenthal en París fue nombrada en su honor.